# Anticipation (fiction)
Pour les articles homonymes, voir Anticipation.
 (novembre 2012).
Si vous disposez d'ouvrages ou d'articles de référence ou si vous connaissez des sites web de qualité traitant du thème abordé ici, merci de compléter l'article en donnant les références utiles à sa vérifiabilité et en les liant à la section « Notes et références ».
L'anticipation est un genre artistique regroupant les œuvres représentant un futur proche ou lointain. Ce genre, associé le plus souvent à des récits, littéraires ou cinématographiques, mais aussi à des oeuvres dans les arts visuels, est souvent lié à la science-fiction, mais pas systématiquement.

## Définition(s) du genre

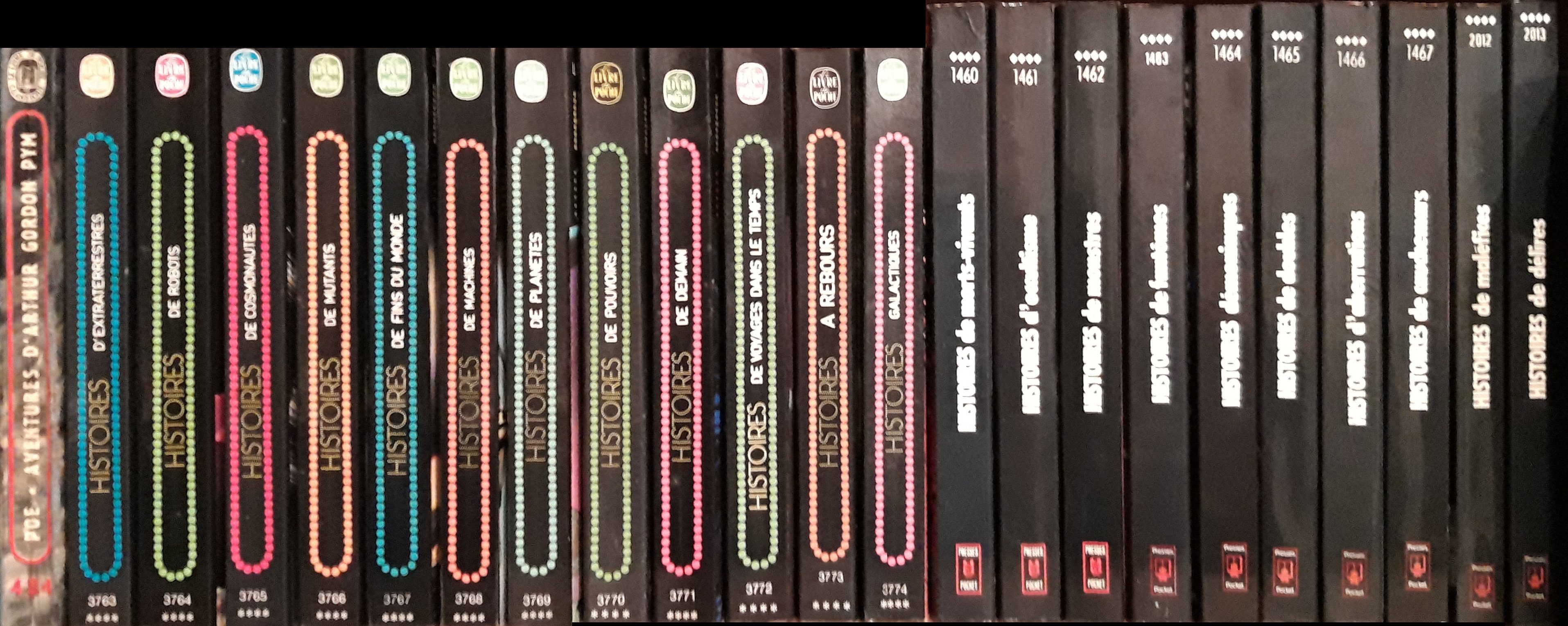
Quelques anthologies d'anticipation françaises des années 1980.

Une œuvre d'anticipation décrit le monde tel qu'il pourrait être dans un futur proche (quelques années ou dizaines d'années) ou plus lointain (des siècles ou des milliers d'années). Les auteurs puisent généralement dans l'actualité de leur époque, dont ils extrapolent les possibles évolutions futures afin de tenter de donner un aperçu réaliste du futur. Cette même volonté de réalisme a parfois pour conséquence une concrétisation réelle de ce qu'avait prédit une œuvre d'anticipation, ce qui pousse parfois à attribuer le qualificatif d'« orwelliennes » les composantes d'une société qui se rapprochent de ce qui est décrit dans le roman 1984.
Les œuvres d'anticipation en littérature ou au cinéma sont la plupart du temps classées dans la catégorie science-fiction ; cependant, « anticipation » n'est pas synonyme de « science-fiction ». Une œuvre de science-fiction se déroulant dans le présent ou le passé ne relève pas de l’anticipation. Par exemple, E.T., l'extra-terrestre de Steven Spielberg est un film de science-fiction puisqu'il met en scène de manière plausible un personnage d'extraterrestre appartenant à une civilisation technologiquement avancée, mais ce n'est pas une œuvre d'anticipation, car l'action se déroule à l’époque où le film est sorti (dans les années 1980). De même, Star Wars est une saga de science-fiction, mais les trois trilogies se passent « il y a bien longtemps », comme l'indique le texte s'affichant au début de chaque film. Réciproquement, une œuvre d'anticipation n'appartient pas à la science-fiction si elle n'évoque pas, dans le futur qu’elle décrit, des innovations scientifiques majeures et leurs conséquences inconnues à l’époque de son écriture. Par exemple, le film Les Frères Pétard d'Hervé Palud, sorti en 1986, décrit une France gangrénée par le chômage dans ce qui est alors un futur proche (l'année 1991) sans faire référence à une quelconque avancée technologique apparue entre-temps : c'est une œuvre d'anticipation qui ne peut pas être rattachée à la science-fiction.
Le genre abonde dans les représentations liées à des sociétés humaines prophétisées par les auteurs comme autant d'utopies ou – plus fréquemment – de dystopies, pouvant libérer ou asservir l'humanité.
L'An 2440, rêve s'il en fut jamais de Louis-Sébastien Mercier, publié en 1771, illustre cette tendance : il s'agit d'un roman d'anticipation dans lequel l'auteur imagine comment sera le monde quelque 670 ans plus tard, dans un Paris libéré de l'oppression par une révolution paisible et heureuse et où règnent la raison et la justice des Lumières.
Les anticipations dystopiques, très fréquentes à la fin du XXe siècle, notamment avec l'émergence du genre cyberpunk, ont intégré de plus en plus de problématiques non seulement politiques mais aussi sociales et environnementales de leur époque. En réaction, d'autres genres radicalement optimistes ont émergé au XXIe siècle, comme le solarpunk et le hopepunk.

## Exemples notables

### Littérature
- Un certain nombre de romans de Jules Verne (De la Terre à la Lune, Autour de la Lune, Vingt Mille Lieues sous les mers, Le Château des Carpathes, etc.)
- Les Premiers Hommes dans la Lune de Herbert George Wells
- American Pandemonium de Benjamin Hoffmann
- 1984 de George Orwell
- Le Meilleur des mondes d'Aldous Huxley
- Les Fils de l'homme de P. D. James
- Globalia de Jean-Christophe Rufin
- Ravage de René Barjavel
- La Servante écarlate de Margaret Atwood
- La Zone du Dehors de Alain Damasio
- Fahrenheit 451 de Ray Bradbury
- La Vérité avant-dernière de Philip K. Dick
- Marche ou crève et Running Man de Stephen King
- La Planète des singes de Pierre Boulle
- Tous à Zanzibar de John Brunner

### Cinéma et télévision
- 28 jours plus tard de  Danny Boyle
- 1984 de Michael Radford
- 2001, l'Odyssée de l'espace de Stanley Kubrick
- A.I. Intelligence artificielle de Steven Spielberg
- Avatar de James Cameron
- Bienvenue à Gattaca de Andrew Niccol
- Black Mirror, série télévisée réalisée par Charlie Brooker
- Blade Runner de Ridley Scott
- Brazil de Terry Gilliam
- Civil War de Alex Garland
- Class 1984 et Class of 1999 de Mark L. Lester
- Cyborg de Albert Pyun
- eXistenZ de David Cronenberg
- Les Fils de l'homme de Alfonso Cuarón
- Je suis une légende
- Mad Max de George Miller
- Moon
- Orange mécanique de Stanley Kubrick
- Planète hurlante de Christian Duguay
- Punishment Park de Peter Watkins
- Rollerball de Norman Jewison
- Soleil vert de Richard Fleischer
- Steak  de Quentin Dupieux
- La saga Terminator créée par James Cameron
- Time Out
- Total Recall
- The Truman Show de Peter Weir
- La Route
- Soleil vert de Richard Fleischer

## Les débuts du roman d'anticipation
(août 2014).

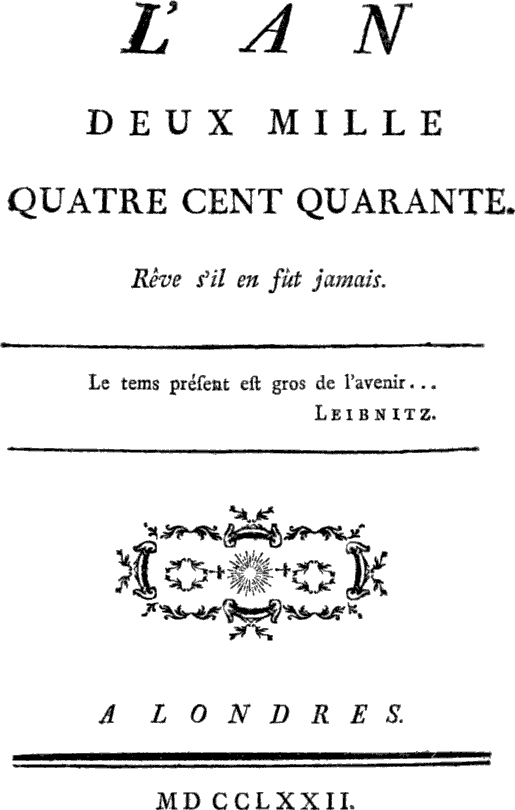
L'An 2440, rêve s'il en fut jamais, roman d'anticipation de Louis-Sébastien Mercier de 1771).

Le roman d'anticipation (le terme de « science-fiction » n'apparaît qu'en 1925) naît de la rencontre entre les traditions du voyage imaginaire, de l'utopie et des romans d'aventures. Publié en 1865, De la Terre à la Lune de Jules Verne apparaît comme un nouveau type de récit dans lequel la science est le centre véritable du récit, car l'auteur y montre les conséquences psychologiques et surtout sociales du changement.
Toute la fin du XIXe siècle oscille entre deux pôles : le progrès comme simple source d'inventions plus ou moins fabuleuses (les Voyages excentriques (1894-1914) de Paul d'Ivoi, ou les machines rêvées présentes dans le Journal des voyages) et les récits à visée didactique (Uranie de Camille Flammarion en  1889, les découvertes stellaires du héros de Le Faure et Graffigny) ou spéculative (le Vingtième siècle d'Albert Robida en 1884).
La Belle Époque est le point d'orgue de l'anticipation française. Presque tous les grands thèmes sont abordés : extraterrestres (Le Péril bleu de Maurice Renard en 1912 et La Roue fulgurante de Jean de La Hire en 1908), voyages interstellaires (Le Prisonnier de la planète Mars de Gustave Le Rouge en 1908), guerre future (le capitaine Danrit produit à la chaîne d'immenses succès reposant sur la peur de l'autre et la supériorité française), catastrophes (la Mort de la Terre de Rosny ainé en 1910), savant fou (Le Docteur Lerne, sous-dieu de Maurice Renard en 1908)…
Le roman d'anticipation ne connaît pas que l'utopie : Le Meilleur des mondes et 1984 sont des exemples célèbres de dystopies. Plus près de nous, les romans du collectif de création littéraire Il était une fois dans l'œuf s'inscrivent aussi dans cette tradition littéraire.
La Grande Guerre démontre que la science peut aussi être destructrice et porte un coup fatal à la science-fiction à la française. Malgré quelques tentatives dans l'entre-deux-guerres, il faut attendre les années 1950 pour voir resurgir significativement ce genre dans la littérature française.
Cependant, de nos jours, le terme anticipation recouvre plutôt un sous-genre de la science-fiction qui décrit des sociétés différentes (dystopiques ou post-apocalyptiques) dans un futur proche tel que La Route (roman) de Cormac McCarthy, ou encore Je suis une légende (roman) de Richard Matheson.

### Chronologie
- 1771. Louis-Sébastien Mercier, L'An 2440, rêve s'il en fut jamais, Londres, s. n., 1771[1].
- 1805. Jean-Baptiste Cousin de Grainville, Le Dernier Homme, Paris, Déterville, 1805[2].
- 1810. Pierre-Marc-Gaston de Lévis, Les Voyages de Kang-Hi ou Nouvelles Lettres chinoises.
- 1810. Julius von Voss, Ini, ein Roman aus dem 21. Jahrhundert.
- 1824. Faddeï Boulgarine, Voyage dans le monde du XXIXe siècle.
- 1826. Mary Shelley, Le Dernier Homme
- 1830. Faddeï Boulgarine, Scènes de la vie privée en 2028[3].
- 1833. Charles Nodier, Hurlubleu grand Manifa d'Hurlubière ou la Perfectibilité dans La Revue de Paris.
- 1834. Félix Bodin, Le Roman de l'avenir, Paris, Lecointe et Pougin, 1834[4].
- 1835. Zygmunt Krasiński, La Comédie non-Divine.
- 1835-1840. Vladimir Odoïevski, Année 4338 (en) (Inachevé. Édité en 1926.)
- 1846. Émile Souvestre, Le Monde tel qu'il sera, Paris, W. Coquebert, 1846.
- 1871. Edward Bulwer-Lytton, The Coming Race, Edingburgh and London, W. Blackwood and sons, 1871[5].
- 1888. Edward Bellamy, Looking Backward : 2000-1887, Boston, Ticknor and Company, 1888[6].